# Lajos Hegedűs
Lajos Hegedűs (Budapest, 19 dicembre 1987) è un ex calciatore ungherese, di ruolo portiere.

## Carriera
Il 5 febbraio 2020 è entrato nella lista dei portieri goleador, segnando il gol del pareggio ottenuto per 2-2 dalla Puskás Akadémia contro il Diósgyőr.